# مزرعه بیگلری
مزرعه بیگلری یک منطقهٔ مسکونی در ایران است که در دهستان صحرای باغ واقع شده‌است.